# Juicetory
『Juicetory』（ジューストリー）は、Juice=Juiceの1枚目のベスト・アルバム。2023年10月11日にアップフロントワークス（hachamaレーベル）から発売。

## 概要
- Juice=Juice10周年を記念したベストセレクションアルバムであり、Juice=Juiceの代表曲からセレクトした楽曲を、セルフリメイクした内容になっている[3]。
- タイトルの「Juicetory」はJuice=Juiceの「Juice」と「History」を組み合わせた造語（かばん語）である[4]。
- 2023年5月23日に加入した川嶋美楓が初参加し、今作がメジャーデビュー作となる[注釈 1]。

発売形態
- 初回生産限定盤・通常盤の2形態でリリース。
- 初回生産限定盤Blu-rayには、2023年2月28日に日本武道館で行われた「Juice=Juice CONCERT TOUR ～final: nouvelle vague～」を収録[3]。

## 収録曲
1. ロマンスの途中(2023 10th Juice Ver.) (5:08)
  - 作詞・作曲: つんく、編曲: 鈴木俊介
  - メジャーデビューシングルのセルフリメイク。アレンジも変更されている。
2. 私が言う前に抱きしめなきゃね(2023) (3:55)
  - 作詞・作曲: つんく、編曲: 平田祥一郎
  - インディーズ1stシングルのセルフリメイク。
3. イジワルしないで 抱きしめてよ(2023) (4:01)
  - 作詞・作曲: つんく、編曲: 大久保薫
  - メジャー2ndシングルのセルフリメイク。
4. 初めてを経験中(2023) / 有澤一華・入江里咲・江端妃咲・石山咲良・遠藤彩加里・川嶋美楓 (4:14)
  - 作詞・作曲: つんく、編曲: AKIRA、ブラスアレンジ: 鈴木俊介
  - メジャー2ndシングルのセルフリメイク。
5. ブラックバタフライ(2023) / 植村あかり・段原瑠々・井上玲音・工藤由愛・松永里愛 (3:52)
  - 作詞・作曲: つんく、編曲: 平田祥一郎
  - メジャー4thシングルのセルフリメイク。
6. Wonderful World(2023 10th Juice Ver.) (4:21)
  - 作詞・作曲: イイジマケン、編曲: 炭竃智弘
  - メジャー6thシングルのセルフリメイク。アレンジも変更されている。
7. CHOICE & CHANCE(2023) (4:29)
  - 作詞・作曲: 星部ショウ、編曲: 平田祥一郎
  - 1stアルバム収録曲のセルフリメイク。
8. Magic of Love(2023) (5:02)
  - 作詞・作曲: つんく、編曲: 村山晋一郎
  - 1stアルバム収録曲のセルフリメイク。
9. カラダだけが大人になったんじゃない(2023) (4:16)
  - 作詞・作曲: つんく、編曲: 平田祥一郎
  - 7thシングルのセルフリメイク。
10. Never Never Surrender(2023) (3:54)
  - 作詞: 児玉雨子、作曲: 星部ショウ、編曲: 大久保薫
  - 2ndアルバム収録曲のセルフリメイク。
11. 微炭酸(2023) (4:35)
  - 作詞: 山崎あおい、作曲・編曲: KOUGA
  - 11thシングルのセルフリメイク。
12. 「ひとりで生きられそう」って それってねえ、褒めているの?(2023) (3:32)
  - 作詞・作曲: 山崎あおい、編曲: 鈴木俊介
  - 12thシングルのセルフリメイク。
13. ポップミュージック(2023) (5:18)
  - 作詞・作曲: KAN、編曲: 炭竃智弘
  - 13thシングルのセルフリメイク。
14. ボン・ヴォヤージュ～想いの軌跡～ (3:12)
  - 作詞: 井筒日美、作曲: Shusui / Josef Melin、編曲: Josef Melin
  - 新曲。

### 初回生産限定盤 Blu-ray Juice=Juice CONCERT TOUR ～final: nouvelle vague～(2月28日 日本武道館)
1. OPENING
2. STAGE～アガッてみな～
3. カラダだけが大人になったんじゃない
4. 「ひとりで生きられそう」って それってねえ、褒めているの?
5. MC
6. TOKYOグライダー
7. 好きって言ってよ
8. イジワルしないで 抱きしめてよ
9. G.O.A.T.
10. ポツリと
11. MC
12. アレコレしたい! / 有澤一華・入江里咲・江端妃咲・石山咲良・遠藤彩加里
13. 愛・愛・傘
14. 風に吹かれて / 植村あかり・段原瑠々・井上玲音・工藤由愛・松永里愛
15. 全部賭けてGO!!
16. MC
17. イニミニマニモ～恋のライバル宣言～
18. Vivid Midnight
19. POPPIN' LOVE
20. 生まれたてのBaby Love
21. MC
22. Never Never Surrender
23. CHOICE & CHANCE
24. Borderline
25. KEEP ON 上昇志向!!
26. この世界は捨てたもんじゃない
27. Wonderful World
28. Feel!感じるよ【ENCORE】
29. MC【ENCORE】
30. 未来へ、さあ走り出せ!【ENCORE】

#### 特典映像
1. バックステージ映像

## 参加メンバー
- 植村あかり
- 段原瑠々
- 井上玲音
- 工藤由愛、松永里愛
- 有澤一華、入江里咲、江端妃咲
- 石山咲良、遠藤彩加里
- 川嶋美楓